# Thembu
Die Thembu (isiXhosa: abaThembu, Plural: amaThembu; auch Tembu, im 19. Jahrhundert auf Afrikaans Tamboekie oder Tambookie) sind eine zu den Bantu gehörende Ethnie im heutigen Südafrika. Sie gehören zu den Xhosa. Ihr historisches Siedlungsgebiet in der heutigen Provinz Ostkap wurde von den Briten Tembuland genannt. Heute gehört es zum Distrikt OR Tambo.

## Geschichte

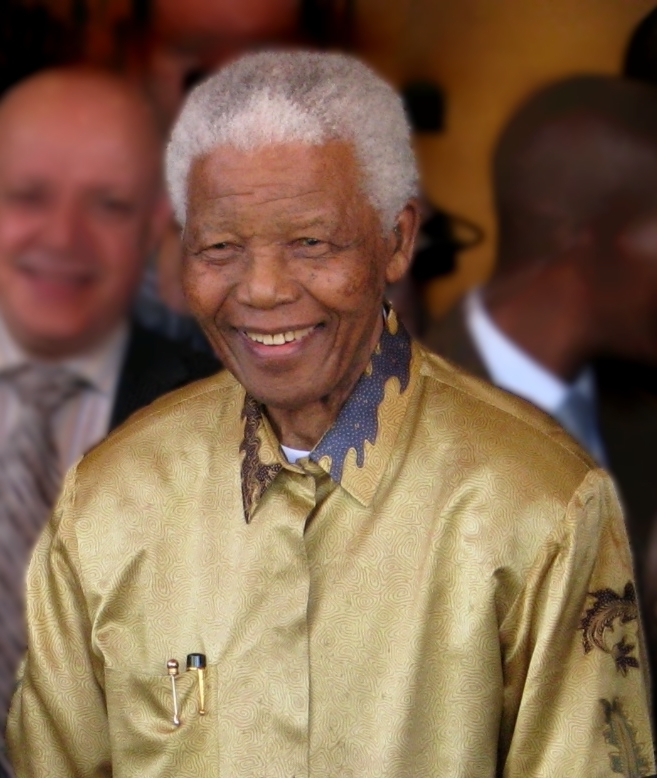
Nelson Mandela

Als Gründer der Thembu-Ethnie gilt König Zwide. König Ngubengcuka einte Anfang des 19. Jahrhunderts die Thembu. Bis zur britischen Annexion ihres Gebietes in der Folge des Neunten Grenzkrieges bildeten die Thembu ein unabhängiges Königreich am Mzimvubu. 1857 nahmen Thembu an der Viehtötung der Xhosa teil. Durch die Schwächung der Xhosa gewann die britische Kapkolonie die langfristige Kontrolle des Gebietes. Nach der Annexion wurde das Gebiet als Teil der Transkei verwaltet, die bis auf wenige weiße Missionare und Händler Schwarzen vorbehalten war. Die Administration wurde von weißen Magistraten geführt. Später wurde die Transkei ein Bantustan bzw. Homeland, das für alle östlich lebenden Xhosa eingerichtet worden war und 1976 von Südafrika für unabhängig erklärt wurde.
Die Königsdynastie trug den Clan-Namen Madiba. Seit dem 20. Jahrhundert tragen die Thembu-Könige den Namenszusatz Dalindyebo, nach einem um 1900 regierenden König. Ab 1989 war Buyelekhaya Dalindyebo Oberhaupt der Thembu, der 1964 geborene Sohn von Sabata Jonguhlanga Dalindyebo. Sabata war von Kaiser Matanzima, dem damaligen Präsidenten der Transkei, gestürzt worden, der auch Oberhaupt des Clans abaThembu baseRhoda war. 2009 wurde König Buyelekhaya wegen mehrerer Kapitalverbrechen zu 15 Jahren Haft verurteilt. Er schlug daraufhin eine Sezession des Thembu-Gebiets von Südafrika vor. Buyelekhaya trat 2013 vom African National Congress zur oppositionellen Democratic Alliance über. Er wurde wegen Entführung, Körperverletzung und Brandstiftung zu zwölf Jahren Haft verurteilt. 2015 trat er die Strafe an.
Die politische Gemeinde mit dem Zentrum Mthatha wurde nach dem Ende der Apartheid nach dem 1980 abgesetzten König King Sabata Dalindyebo benannt. 
Der bekannteste Thembu war der südafrikanische Präsident Nelson Mandela, der aus einer Nebenlinie des Königshauses stammte und daher Madiba genannt wurde. Auch sein Kampfgefährte zur Zeit der Apartheid, Walter Sisulu, war mütterlicherseits ein Thembu.

## Thembu-Könige (Auswahl)
- 000000000: Zwide, Gründer der Thembu
- 1790–1830: Vusani Ngubengcuka a Ndaba
- 1884–1920: Alava Dalindyebo Ngangelizwe
- 1954–1980: Sabata Jonguhlanga Dalindyebo
- 1989–2016: Buyelekhaya Zwelinbanzi Dalindyebo a Sabata (wegen rechtmäßiger Verurteilung zu einer Gefängnisstrafe von seinem Amt enthoben)[8]
- seit 2016: umstritten[8]